# Nhân Hòa, Mỹ Hào
Nhân Hòa là một phường thuộc thị xã Mỹ Hào, tỉnh Hưng Yên, Việt Nam.

## Địa lý
Phường Nhân Hòa có vị trí địa lý:
- Phía đông giáp xã Cẩm Xá
- Phía tây giáp phường Bần Yên Nhân
- Phía nam giáp phường Dị Sử
- Phía bắc giáp phường Phan Đình Phùng.

Phường Nhân Hòa có diện tích 6,21 km², dân số năm 2019 là 11.283 người, mật độ dân số đạt 1.816 người/km².

## Hành chính
Phường Nhân Hòa được chia thành 5 tổ dân phố: Lỗ Xá, Nguyễn Xá, Yên Tập, An Tháp, Đường 5.

## Lịch sử
Trước đây, Nhân Hòa là một xã thuộc huyện Mỹ Hào.
Ngày 13 tháng 3 năm 2019, Ủy ban Thường vụ Quốc hội ban hành Nghị quyết 656/NQ-UBTVQH14 (nghị quyết có hiệu lực từ ngày 1 tháng 5 năm 2019). Theo đó, chuyển huyện Mỹ Hào thành thị xã Mỹ Hào và thành lập phường Nhân Hòa trên cơ sở toàn bộ 6,21 km² diện tích tự nhiên và 17.163 người của xã Nhân Hòa.

## Giao thông
Phường có quốc lộ 5 chạy qua phía Nam tại cụm dân cư đường 5, tỉnh lộ 380 (trước đây là tỉnh lộ 196) chạy qua.

## Kinh tế
Nhân Hòa là phường có nền kinh tế phát triển mạnh trong nhóm dịch vụ, thương mại từ lợi thế gần đường giao thông quan trọng và khu công nghiệp như: kinh doanh dịch vụ tổng hợp, nhà trọ, thực phẩm, vận tải, buôn bán đường dài...